# つぼ汁
つぼ汁（つぼじる、つぼの味噌汁）は、山梨県の甲府盆地から長野県にかけての範囲で食されているタニシの味噌汁である。長野県ではつぶ汁とも呼ぶ地域もある。1960年代までは岐阜県の恵那地方（恵那市・中津川市）でも盛んに食されていたが田圃に農薬を使用するようになってから食べなくなった。

## 調理法
稲刈り後のたんぼの泥の中からタニシを収穫し、一週間程度真水に入れておき泥を吐かせる。タニシの表面の汚れを落としたら鍋に入れて味噌汁とする。タニシの出汁が出て良い味となる。シジミの味噌汁を濃厚にした味と言われる。タニシの殻から竹串などで身を取り出して食する。

## 行事との関連
山梨県ではお見合いの席には欠かせない料理とされていた。 